# Битва при Бир-Хакейме
Битва при Бир-Хакейме (фр. Bataille de Bir Hakeim) — одно из сражений в Северной Африке во время Второй мировой войны между войсками Свободной Франции и немецко-итальянской армией под командованием генерал-лейтенанта Эрвина Роммеля. Бир-Хакейм — удалённый оазис в северной части Ливийской пустыни, в прошлом — турецкий форт, в то время находился на территории Итальянской Ливии.
Битва продолжалась с 26 мая по 11 июня 1942 года; французскими войсками командовал генерал Мари Пьер Кёниг. Сопротивление в течение 16 дней имевшим огромное превосходство в численности силам Оси — безусловный героизм Кёнига и его солдат. Несмотря на то, что битва, как и Битва при Газале, частью которой была битва при Бир-Хакейме, была проиграна, она имела большое значение. Тобрук был занят войсками Роммеля десять дней спустя, после чего он продолжил наступать на не предпринимавших особых контратак англичан до тех пор, пока не остановился под Эль-Аламейном в июле.

## Ситуация в Ливии к концу мая1942 года
В начале 1942 года после поражения в западной части Киренаики британская 8-я армия столкнулась с войсками Оси в Ливии примерно в 30 милях (48 км) к западу от порта Тобрук, вдоль линии, идущей от побережья на юг, к Газале.
Обе стороны были заняты перегруппировкой, и генерал Клод Окинлек, глава британского Ближневосточного командования, решил дать крупное сражение в мае, чтобы упредить планировавшееся наступление сил Оси.
8-я армия не была готова начать наступление, и поэтому генерал-лейтенант Нил Ричи, командующий армией, предполагал начать сражение на своей подготовленной позиции, встретив на ней наступление Оси и уничтожив бронетанковые силы врага в процессе битвы. Оборона Ричи в северной части фронта состояла из хороших позиций бригадных групп, защищённых проволочными заграждениями и минными полями. К югу, с тем чтобы растянуть фронт и заставить любые возможные фланговые силы противника перемещаться на большие расстояния, а также препятствовать его снабжению, оборона состояла из оборонительных «коробок» бригадных групп, защищённых густыми минными полями и проволочными заграждениями. Первое поле, устроенное британской 150-й пехотной бригадой, была примерно в 6 милях (9,7 км) от позиции к северу (устроенной 69-й пехотной бригадой), а разрыв с южной «коробкой» в Бир-Хакейме (1-я бригада Свободной Франции) составлял 13 миль (21 км). Хотя оборона этих «коробок» была хорошо подготовлена, они располагались слишком далеко друг от друга, чтобы обеспечить взаимную поддержку, если одна из них подвергалась концентрированному удару противника.
В свою очередь, на заседании лидеров стран Оси в Берхтесгадене 1 мая было решено, что Роммель должен атаковать в конце мая с целью захватить Тобрук и не наступать дальше границы с Египтом, пока не будет захвачена Мальта (Операция «Геркулес»). Как только его линии снабжения будут обеспечены, Роммель должен был бы вторгнуться в Египет.
Для подготовки наступления Роммель опирался на данные разведки: германской военной разведке (абвер) удалось взломать британские военные шифры, что позволило расшифровать сообщения, направленные американским военным атташе, описывающие положение противника. Немцы также заслали в Каир шпиона Йоханнеса Эплера (Операция «Салам») и могли воспользоваться шпионскими услугами компании «Радио-Хорх». 
У Роммеля было 90 000 солдат и 575 танков в сравнении с британскими войсками численностью в 100 000 человек и 994 танка, но он владел инициативой, и его войска были более опытными. Помимо этого, немецкие танки и пушки были сильнее, чем их британские аналоги, в первую очередь знаменитая 88-мм (3,46 дюйма) противотанковая пушка. Роммель планировал наступать на юг, вокруг британского фронта, а затем на север, чтобы разбить 8-ю армию генерала Ричи. 

## Начало наступления
26 мая Роммель начал свою наступление, надеясь дойти до Суэцкого канала. Силами своего левого фланга в составе 10-го и 21-го итальянских корпусов (дивизии «Сабрата», «Тренто», «Брешия», «Павия»), а также немецкой 150-й пехотной бригады Роммель начал отвлекающее наступление  на расположенную на побережье Газалу, чтобы создалось впечатление, что главный удар будет на севере. В то же время он послал на юг пять своих лучших дивизий, чтобы провести фланговую атаку на 8-ю армию, получить доступ к тылу своего противника и разрушить его линии снабжения.

Наступление Роммеля: фронтальная атака на Газалу и обход Бир-Хакейма, в то время как британская армия отступает на защиту Тобрука.

15-я и 21-я танковые дивизии вместе с 90-й мотострелковой дивизией и итальянские дивизии «Триест» и «Ариете» начали, делая большой круг, продвигаться к югу от Бир-Хакийма, как планировалось. Британские бронетанковые части, застигнутые врасплох, отреагировали импровизированным и неорганизованным манёвром на атаку, в результате чего понесли большие потери. 
В 09:00 27 мая Роммель отдал приказ генералу де Стефани — командиру итальянской бронетанковой дивизии «Ариете» — атаковать Бир-Хакейм с юго-востока.

## Бои за Бир-Хакейм
Бир-Хакейм обороняли войска Свободной Франции силами шести батальонов под командованием генерала Мари-Пьера Кенига. Готовясь к бою, Кёниг использовал три месяца для рытья траншей, устройства пулемётных позиций, а также укладки огромного количества мин вокруг.

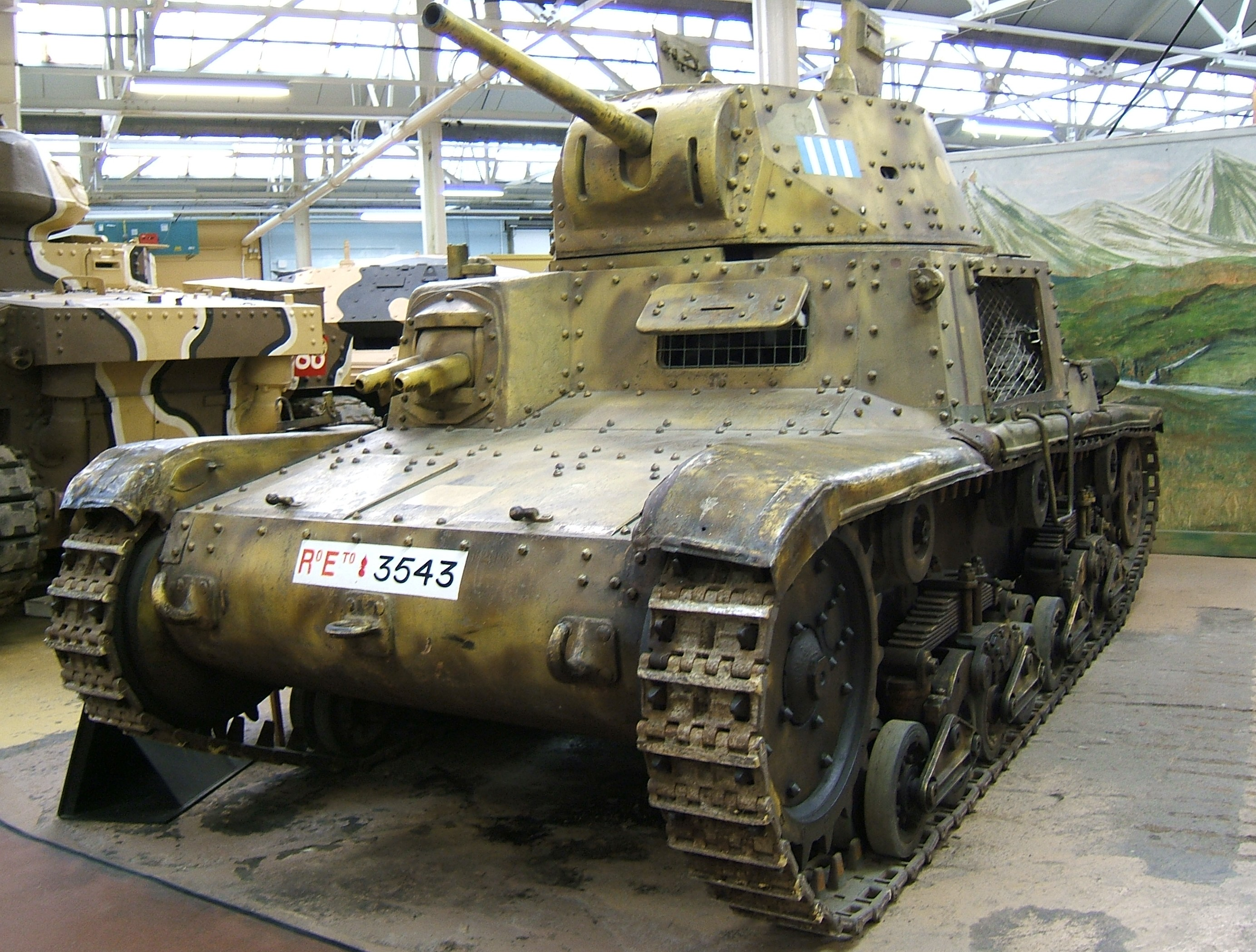
Итальянский танк M13/40.

Бронетанковая дивизия «Ариете», сформированная из 132-го бронетанкового полка, оснащённого танками M13/40, 8-го полка берсальеров и 132-го артиллерийского полка, атаковала с тыла французские позиции в 09:30 двумя последовательными волнами. Берсальеры пытались выбраться из своих грузовиков для поддержки танкового наступления, но заградительный огонь французской артиллерии вынудил их отступить. Шести танкам удалось пересечь минное поле, избегнув мин и противотанкового огня, но они были уничтожены огнём 75-мм орудий в упор, и их экипажи были захвачены в плен. Дивизия «Арете» — в которой осталось только 33 танка после 45-минутной атаки — была вынуждена отступить. 
Остальные танки попытались обойти этот очаг сопротивления, атаковав с севера, но столкнулись с минным полем, защищавшим это направление, и потеряли 32 подбитых танка и 91 пленного. 27 мая стало днём поражения на южном фланге, но к северу от Бир-Хакейма 3-я индийская мотострелковая бригада была уничтожена, а две ослабленные британские бригады — 4-я мотострелковая и 7-я бронетанковая — были вынуждены отступить в Бир-эль-Губи и в Эль-Адем, оставив Бир-Хакейм в полном окружении.
28-29 мая британские ВВС бомбили Бир-Хакейм и его окрестности, введённые в заблуждение обломками итальянских танков вокруг форта. Кёниг был вынужден отдать приказ уничтожить обломки, чтобы избежать подобных ошибок англичан в будущем. Группа направила колонну, дабы вступить в контакт с британской 150-й бригадой, дислоцированной дальше на севере. Через нескольких часов итальянская артиллерия заставила их отступить, но отступающей французской колонне удалось уничтожить семь вражеских полугусеничных транспортеров.
30 мая и 31 мая боёв под Бир-Хакеймом не было. Когда 620 измученных жаждой и жарой индийских солдат, захваченных силами Оси, а затем выпущенных в центре пустыни, достигли безопасного форта и добавились к уже находящимся там 243 пленным, форту стал угрожать дефицит воды. 
Отряд капитана Ламаза, по просьбе командира 7-й британской бронетанковой дивизии, прикрыл брешь в минных полях. Легионеры полковник Амилахвари попали в засаду врага, но им удалось отступить.
31 мая 50 грузовиков снабжения достигли Бир-Хакейма с грузом воды и вывезли обратно индийцев, пленных и тяжелораненых. Рейды отрядов Мессмера, де Ру и де Саре уничтожили пять танков и бронетанковую ремонтную мастерскую. Немцы были вынуждены временно отступить на западе из-за контратаки 150-й британской бригады, но в течение ночи эта же бригада была уничтожена, что позволило Роммелю получить доступ к его линии снабжения к северу от Бир-Хакейма, и на следующее утро блокада форта была возобновлена.

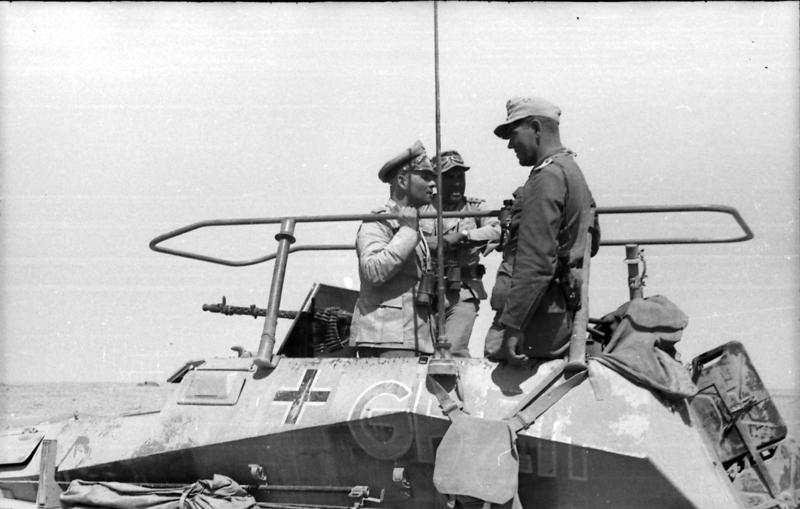
Эрвин Роммель и Фриц Байерлайн под Бир-Хакеймом.

Даже с разгромом 1 июня британской 150-й бригады план Роммеля расширить фланговый прорыв был рискованным из-за сопротивления в Бир-Хакейме (его правому флангу и линии снабжения угрожала эта позиция). Итальянские дивизии получили подкрепления из корпуса «Африка», и 1 июня форт бомбили несколько раз. 
2 июня Роммель двинул дивизию «Триест», 90-ю лёгкую пехотную дивизию и три бронетанковых полка из дивизии «Павия» в атаку на Бир-Хакейм. Немецкие части двигались с юга, итальянские — с севера. В 10:30 форту было предложено капитулировать. Генерал Кёниг отклонил предложение. 
С 2 по 10 июня происходили артиллерийские дуэли, форт массированно бомбили немецкие и итальянские ВВС. Британские войска не смогли поддержать французские войска, за исключением 2 июня, когда они отбили атаку дивизии «Ариете». Форт был окружён почти полностью, хотя британские ВВС продолжали атаковать немецкие и итальянские позиции вокруг форта. 4 июня Кёниг получил сообщение от вице-маршала авиации Артура Конненгема: «Браво! Merci pour la RAF», на что тот ответил: «Merci pour le sport.»

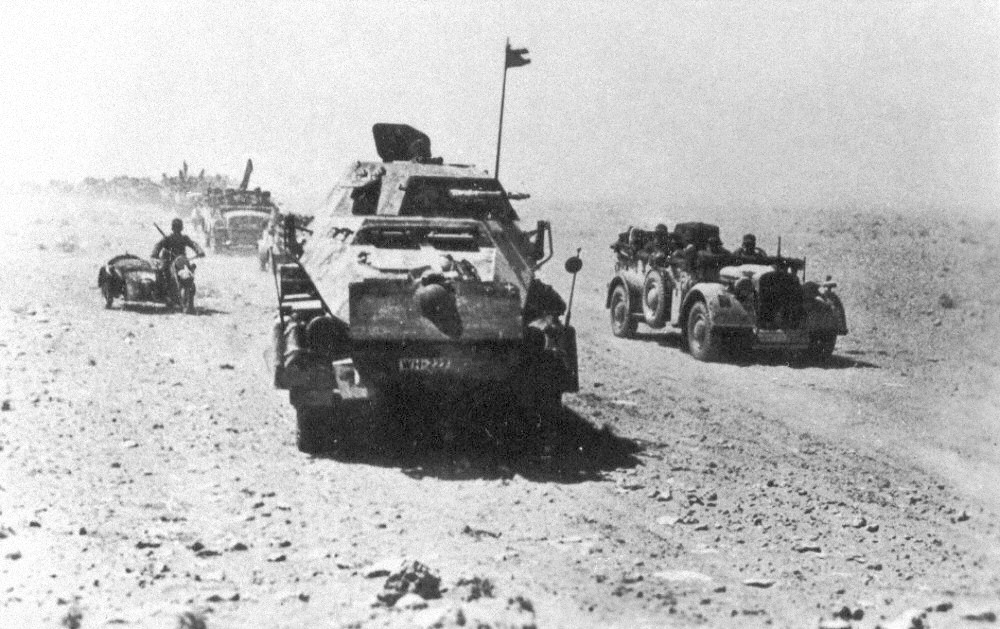
Наступление 21-й бронетанковой дивизии.

6 июня в 11 утра 90-я немецкая лёгкая дивизия направила свои атакующие группы при поддержке сапёров, чтобы попытаться расчистить проход через минное поле. Немецким сапёрам удалось приблизиться на 800 метров (870 ярдов) к форту и расчистить минное поле; к ночи им удалось очистить несколько проходов во внутренний периметр. Пехота смогла закрепиться на поле, но попала под обстрел французов и не смогла продвинуться вперёд. 
7 июня британские ВВС четырьмя налётами уничтожили немцев, занявших часть минного поля. В эту же ночь благодаря сильному туману последнему конвою удалось доставить припасы в форт. 
Утром 8 июня Роммель начал новую атаку на французские укрепления. Он лично командовал на северном направлении. Люфтваффе поддерживали атаки силами 42 «юнкерсов». Для быстрого продвижения Роммель приказал 33-му, 200-му и 900-му саперным батальонам атаковать с севера на юг через минные поля между Уалебом и Бир-Хакеймом. 8 июня сапёры находились примерно в 6 км от Бир-Хакейма. К вечеру боевая группа, усиленная противотанкистами, горными стрелками и спецназом, приблизилась к позициям французов на расстояние 500 метров. Ночью ей удалось занять пулемётные позиции.
Генерал Кёниг сообщил к своим людям, что они должны продержаться до 11 июня, а затем будут разрешено отступить. Бригада имела достаточно боеприпасов и продовольствия, но недоставало воды. До 9 утра 9 июня туман не позволял немецкой авиации бомбить позиции французов. Около 12 часов немецкая артиллерия и авиация начали действия против форта. Атаку 66-й пехотного полка итальянской дивизии «Триест» люди лейтенанта Бурже отбили ручными гранатами. 
В час дня, после бомбардировки силами 130 самолётов северных позиций, немецкая пехота начала атаки, поддерживаемые 15-й танковой дивизией. Прорыв был сделан на позиции 9-й роты и на центральной позиции, но ситуация была спасена с помощью бронетранспортёров. Артиллерия противника продолжала обстрел до 9 часов вечера, затем последовала новая атака, но, опять же, безуспешная.

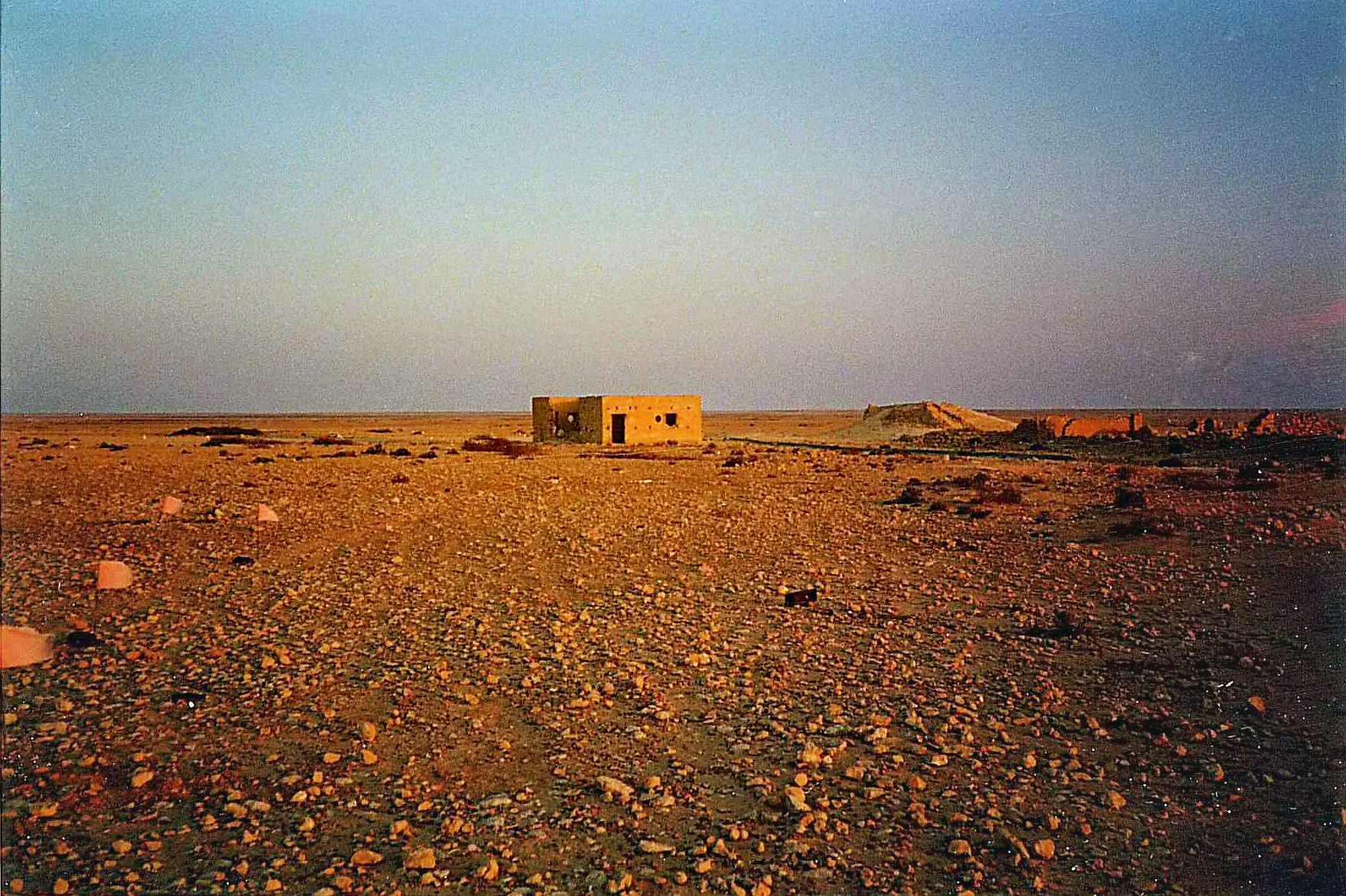
Руины форта Бир-Хакейм, фотография 1990 года. Красные метки обозначают места с противопехотными минами.

В 17 часов 9 июня приказ об эвакуации достиг французского лагеря. В ту ночь генерал Кёниг попросил поддержку ВВС и планировал начать эвакуацию в 11 часов вечера 10 июня по получении воды, которую должны были доставить британские войска, находившиеся к юго-западу от его позиции. 
Утром 10 июня артиллерийский огонь немцев усилился, и их наступление было начато против линий Убанги-Шари и 3-го батальона Иностранного легиона, чему предшествовал авианалёт 100 «юнкерсов» на форт. Танки 15-й танковой дивизии почти захватили форт, но контратаки Мессмера и Лаваза при поддержке бронетранспортёров и огня миномётов отбили их. После этого германские войска безуспешно атаковали форт ещё в течение двух часов, но опять безуспешно.

## Отступление
Тяжёлая техника была уничтожена, и начался прорыв в юго-западном направлении, где на расстоянии в 7 км от форта были позиции британской 7-й мотострелковой бригады. 2-й батальон Иностранного легиона шёл впереди. Колонна автомобилей на полной скорости в темноте рванулась через минные поля и пулемётный огонь противника к позиции британцев. Машина, в которой находился Кёниг ехала первой, указывая путь другим. Сапёры не смогли расчистить достаточно широкий коридор в минном поле, поэтому многие машины подорвались на минах. Потеряв 500 человек убитыми и пленными, большей части бригады удалось прорвать окружение, следуя за автомобилем Кёнига, и достигнуть Гаср-Эл-Арида. Британцы заметили первую часть французской колонны в 4 часа утра. В 8 утра большая часть бригады достигла места встречи, но в течение дня британские патрули спасали ещё многих потерявшихся солдат.

## Потери
За 16 дней ожесточённых боёв немцы и итальянцы потеряли 3577 человек убитыми, раненными и пленными из всего 45-тысячного воинского контингента, находившегося у Бир-Хакейма. Немцы и итальянцы также не досчитались довольно большого количества военной техники и понесли значительные материальные потери. В ходе боев французам удалось уничтожить от 100 до 150 единиц автотранспорта, 52 танка и почти 50 самолётов неприятеля. При этом потери французов составили 954—1084 человек убитыми, раненными и пленными. Французы также потеряли около 40 орудий и почти 50 автомобилей. 
Ещё 6 июня Роммель получил приказ от Гитлера расстреливать французских солдат, если те попадут в плен, но генерал не стал исполнять его и рассматривал солдат Свободной Франции как обычных военнопленных.

## Последствия
В ходе боев у Бир-Хакейма части 8-й армии сумели организованно отступить. Однако, обойдя позиции Газалы мобильными подразделениями, Роммель отрезал британскую пехотную дивизию. Дивизия получила приказ из Каира прорываться. Отрезав прямой путь отступления, дивизия прорвалась на запад, через линии фронта стран Оси. Значительная часть дивизии попала в плен, оставив британские укрепления в районе Тобрука без поддержки. Через 10 дней после падения Бир-Хакейма Тобрук был захвачен Роммелем. Это означало потерю важного порта снабжения для британцев. Продвижение Роммеля было остановлено лишь у Эль-Аламейна.
Битва при Бир-Хакейме стала первым крупным военным вкладом Свободной Франции и послужила её престижу и политическому признанию союзниками.

## В популярной культуре
В 1940-е гг. во Франции была популярна песня о героях Бир-Хакейма, «спасших честь Франции» (после поражения 1940 г. и коллаборационизма режима Виши), которую исполняла Марсель Борда.